# الربی بکت
الربی بکت (به انگلیسی: Ellerbe Becket) از شرکت‌های بزرگ معماری ایالات متحده آمریکا است.
این شرکت که در مینیاپولیس، مینه‌سوتا مرکزیت دارد، در سال ۱۹۰۹ توسط فرنکلین الربی (Franklin Ellerbe) تأسیس گردید، و امروزه در ۳ کشور دفاتر دارد و در ۲۰ کشور طرح‌هایی را باتمام رسانیده. ولتون بکت یکی از شرکای اصلی این شرکت بود. در زمان او، این شرکت Welton Becket & Associates نام داشت.
این شرکت تا کنون جوایزی را نیز دریافت نموده است.
بسیاری از ساختمان‌های دانشگاه مینه‌سوتا و تقریباً تمام برجهای میو کلینیک از آثار این گروه است، اما بیشتر آثار آنان را مراکز تجاری و ورزشگاه‌ها تشکیل می‌دهد.

## فهرست برخی آثار
- برج ریونیون
- ای‌تی‌اندتی سنتر
- برج المملکه
- از آثار شرکت Welton Becket & Associates در ایران می‌توان هتل همای تهران (هتل شراتون سابق) را نام برد.[۲]
- ورزشگاه رنتچلر فیلد
- ورزشگاه رودز
- تایم وارنر کیبل آرینا[۳]
- اسپرینت سنتر

## نگارخانه برخی آثار

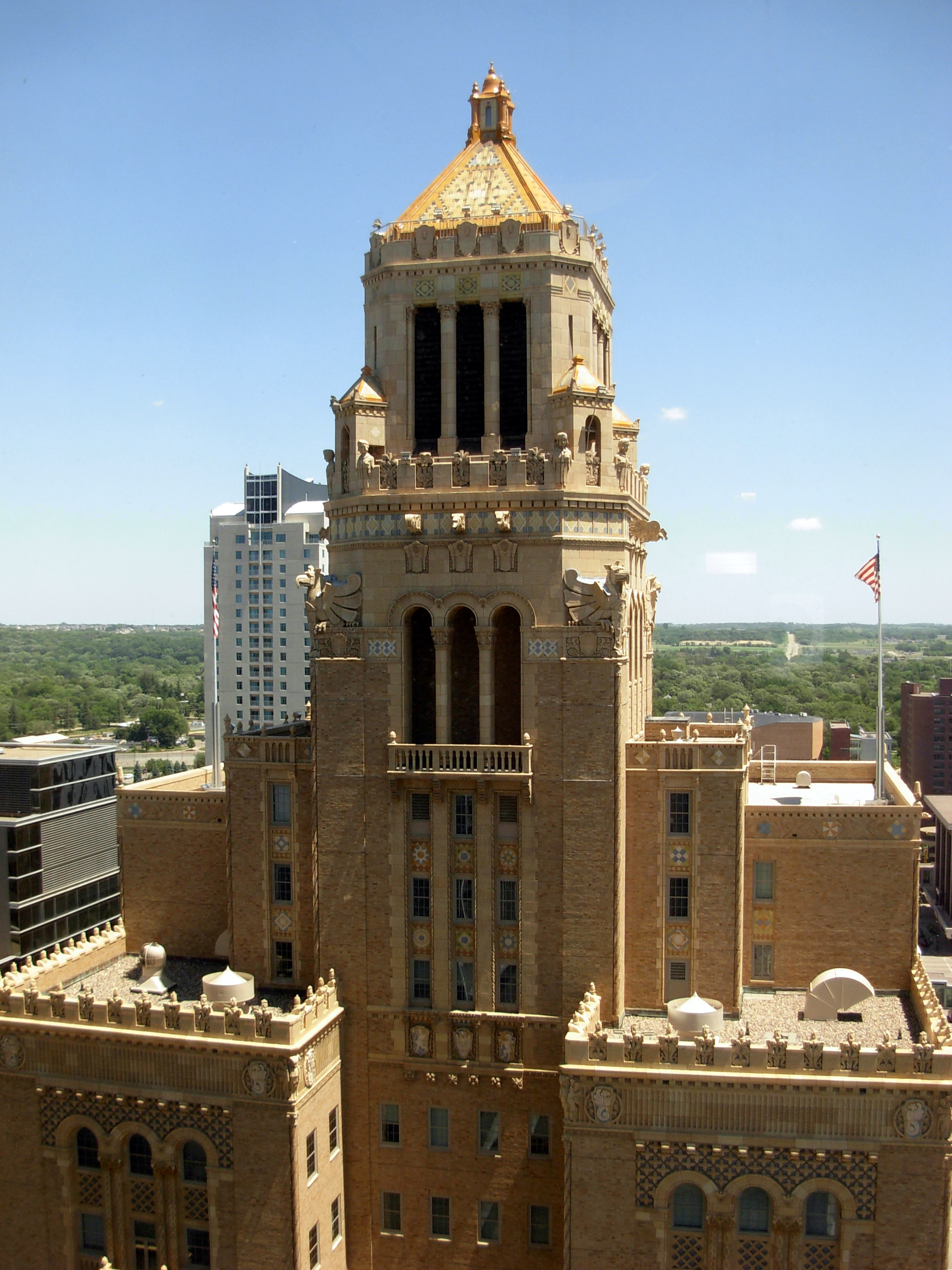
ساختمان پلامر، میو کلینیک، سال ۱۹۲۶
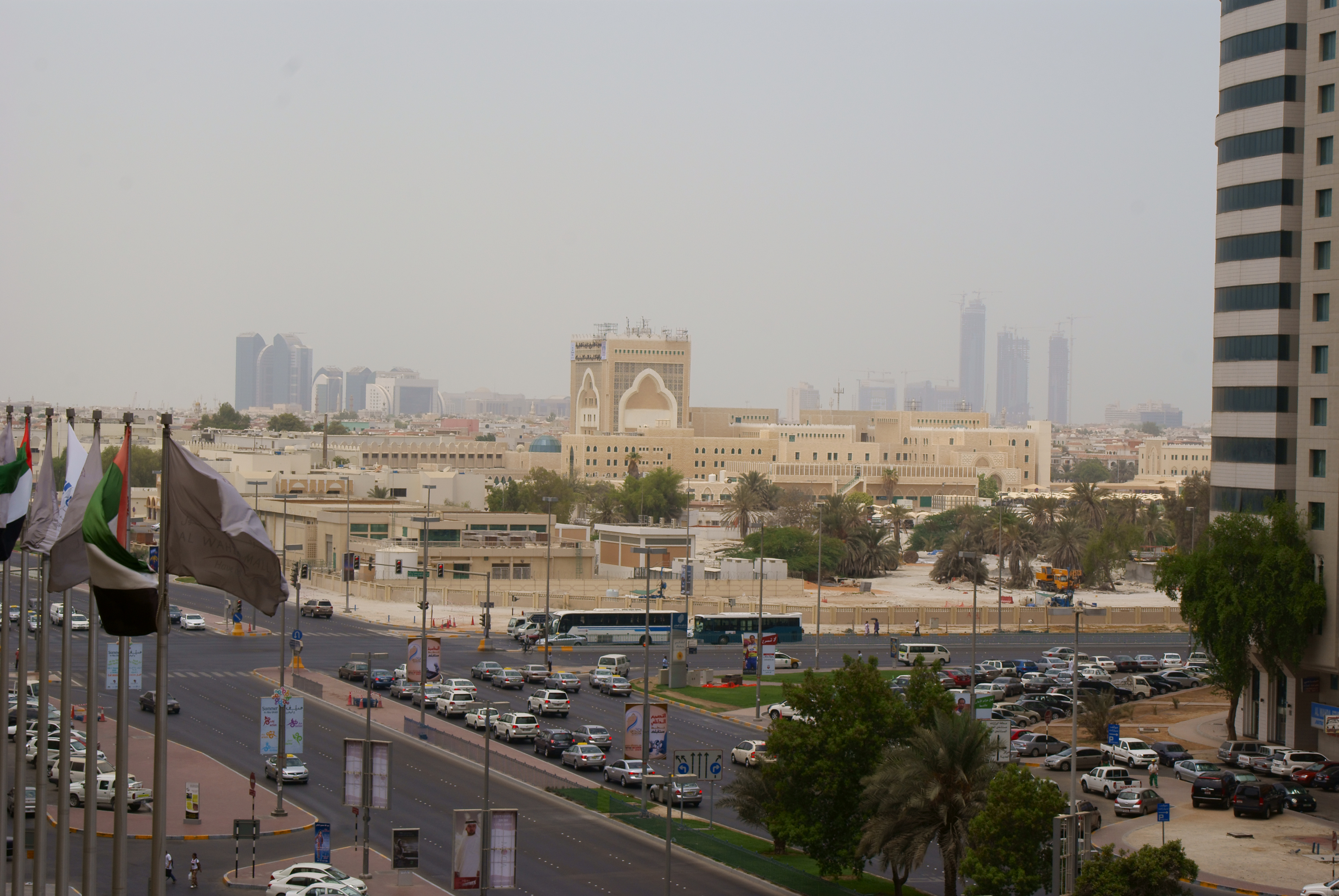
بیمارستان پزشکی ورزشی ارتوپدی، شهر پزشکی شیخ خلیفه، دوحه، قطر
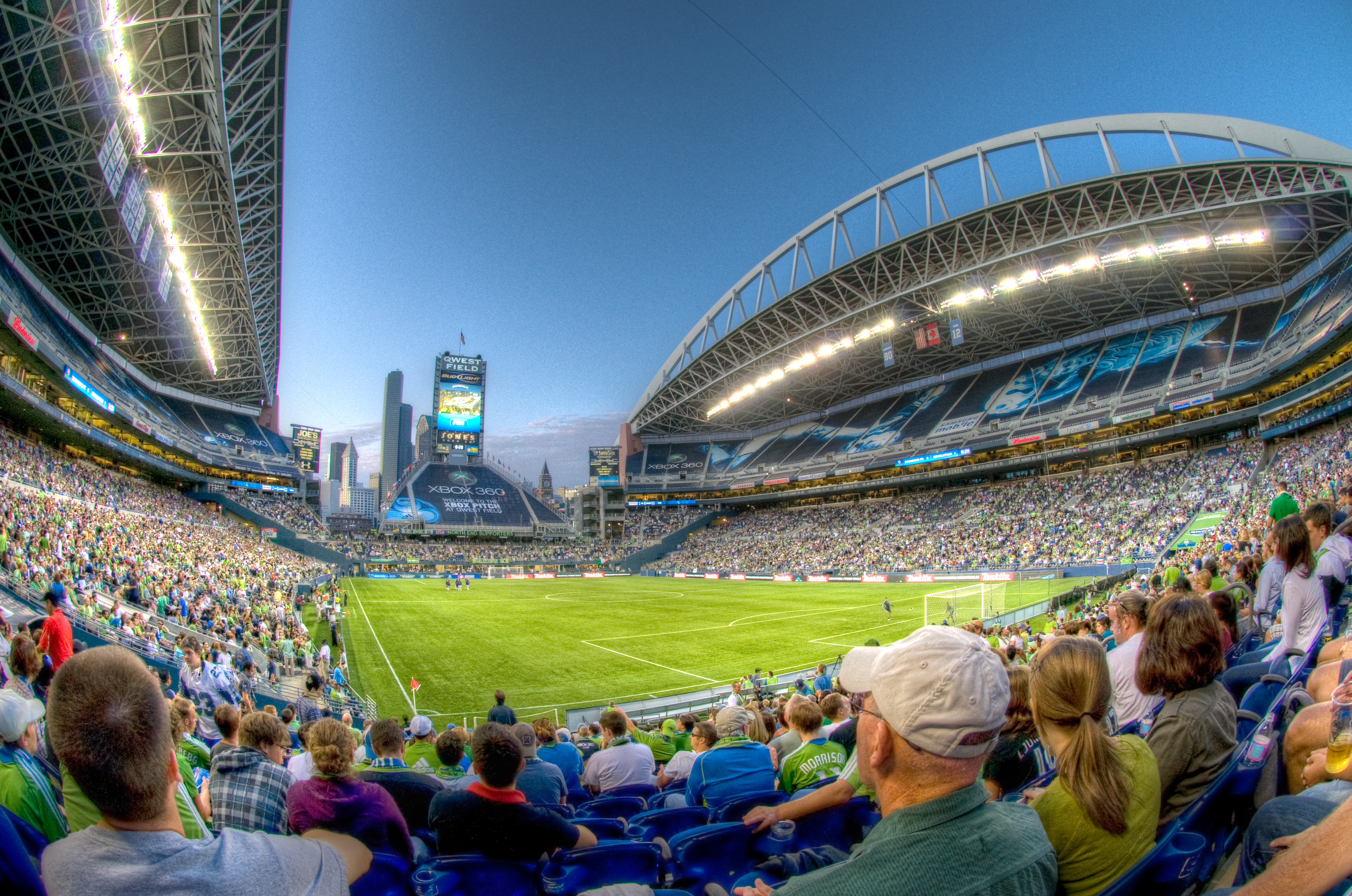
ورزشگاه کوست‌فیلد، سیتل
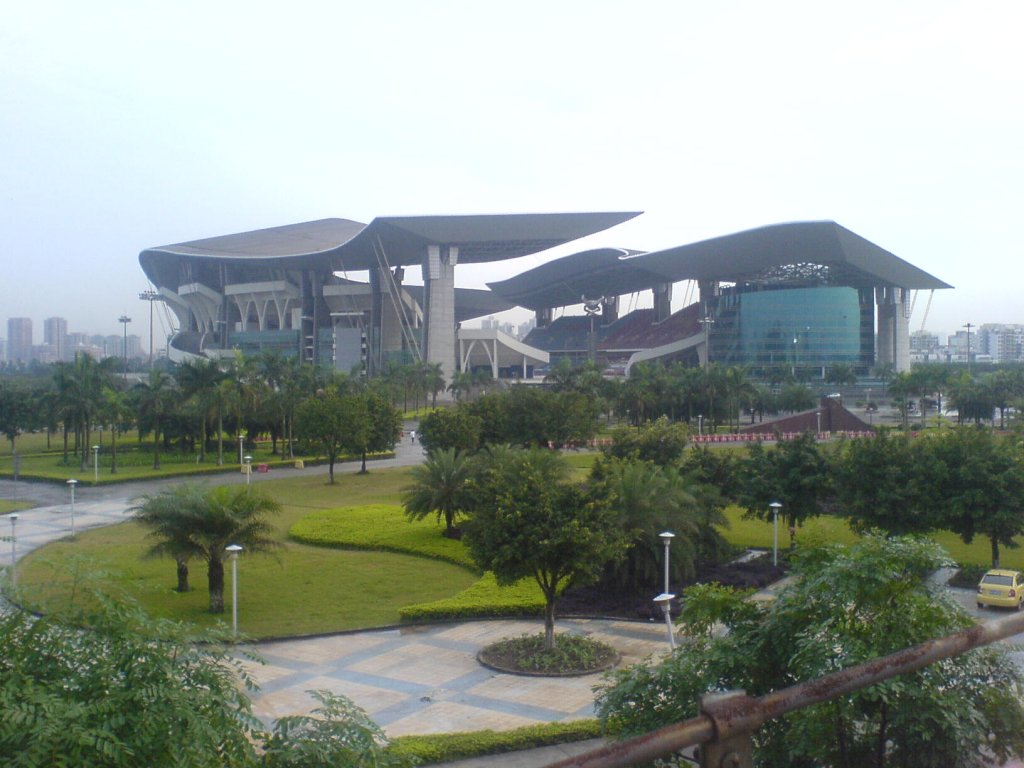
ورزشگاه المپیک گوانگدونگ، چین